# Universitätsmedizin Göttingen
Die Universitätsmedizin Göttingen (UMG) ist eine hochschulmedizinische Einrichtung in Deutschland. Unter ihrem Dach besteht im Rahmen des Integrationsmodells eine Einheit von medizinischer Fakultät der Georg-August-Universität und Universitätsklinikum und damit eine Einheit der drei Bereiche „Forschung – Lehre – Krankenversorgung“.
Die UMG ist Teil der Georg-August-Universität Göttingen Stiftung Öffentlichen Rechts und wird von einem dreiköpfigen Vorstand geleitet. Mit knapp 9.700 Mitarbeitenden ist sie zusammen mit ihren Tochtergesellschaften einer der größten Arbeitgeber in der Region.

## Krankenversorgung
Die UMG stellt mit ca. 1.600 Planbetten einen zentralen Schwerpunkt in der Krankenversorgung der Region Südniedersachsen dar. Als einziger Maximalversorger in Südniedersachsen übernimmt sie mit über 60 Kliniken, Instituten und Abteilungen jährlich die Behandlung von ca. 60.000 stationären sowie ca. 220.000 ambulanten Patienten (Stand 2022).
Zu den zentralen Einrichtungen des Maximalversorgers gehören die Zentrale Notaufnahme (ZNA), der Pflege- und Pflegefunktionsdienst sowie das Institut für Hygiene und Infektiologie. Darüber hinaus gibt es weitere zentrale Einrichtungen, die die Krankenversorgung der UMG sicherstellen, zum Beispiel die Blutbank und Transfusionsmedizin, die Interdisziplinäre Kurzzeitonkologie (IKO), das interdisziplinäre UMG-Labor und das klinische Krebsregister. Die UMG ist Standort des Rettungshubschraubers Christoph 44.
In den kommenden Jahren wird die Krankenversorgung der UMG umfangreich modernisiert. Geplant sind unter anderem zwei neue Gebäudekomplexe im direkten Umfeld des Hauptgebäudes. Dafür steht rund 1 Mrd. Euro aus dem Sondervermögen des Landes Niedersachsen zur Verfügung. Spatenstich für das erste Gebäude – die Baustufe 1 – ist Ende des Jahres 2024. Die Baustufe 1 dient vorrangig der Notfallversorgung und vereint die Notaufnahme, den neuen Zentral-OP und das Ambulante Operieren mit insgesamt 31 OP-Sälen, über 200 Intensiv- und 420 Normalpflegebetten, die gesamte bildgebende Diagnostik sowie die Sterilgutversorgung. Mit etwas zeitlichem Versatz folgt die Baustufe 2, das neue Eltern-Kind-Zentrum. Hier werden alle klinischen Funktionseinrichtungen zu finden sein, die für die Versorgung werdender Mütter, Neugeborener und Kinder notwendig sind. Die klinischen Inbetriebnahmen der beiden Baustufen sind für 2030 (Baustufe 1) bzw. 2031 (Baustufe 2) geplant. Die nächsten Baustufen folgen in den Jahren darauf.

## Forschung
Die Forschungsschwerpunkte der UMG sind Neurowissenschaften, Herz-Kreislauf-Medizin, Onkologie und Molekulare Zellbiologie. Die UMG gehört zur lokalen Forschungslandschaft des Göttingen-Campus, in dem sie sich mit der Universität Göttingen und weiteren außeruniversitären Göttinger Forschungseinrichtungen, darunter vier Max-Planck-Institute, zusammengeschlossen hat.
Der Schwerpunkt Neurowissenschaften prägt das Forschungsprofil des Göttingen-Campus. Im Rahmen der Exzellenzinitiative und der nachfolgenden Exzellenzstrategie des Bundes und der Länder wurden mehrere Vorhaben an der UMG gefördert, die maßgeblich zur Entwicklung dieses Schwerpunktes beigetragen haben. Darunter das von der Deutschen Forschungsgemeinschaft (DFG) geförderte und bereits abgeschlossene Exzellenzcluster „Mikroskopie im Nanometerbereich und Molekularphysiologie des Gehirns“ (CNMPB), sowie das im Jahr 2019 gestartete Exzellenzcluster „Multiscale Bioimaging: Von molekularen Maschinen zu Netzwerken erregbarer Zellen“ (MBExC). Das MBExC hat sich um Ziel gesetzt, die strukturellen und funktionalen Einheiten elektrisch erregbarer Zellen aus Herz und Gehirn gemeinsam und auf verschiedenen Ebenen zu erforschen, und die krankheitsrelevanten, nanoskaligen Funktionseinheiten von Herz- und Nervenzellen zu entschlüsseln. Zukunftsweisende Bildgebungstechnologien werden entwickelt und genutzt, um den Weg für neue Therapieansätze bei Erkrankungen des Herzens, des Gehirns, oder beider zu bereiten.
Zudem ist die UMG an mehreren Sonderforschungsbereichen (SFB) und Graduiertenkollegs (GRK) beteiligt, zum Teil in sprechender Funktion.
Mit dem European Neuroscience Institute Göttingen (ENI-G) und dem Center of Biostructural Imaging in Neurodegeneration (BIN) sind zwei interdisziplinäre Forschungsinstitute mit eigenständigen Gebäuden und Infrastrukturen entstanden. Das ENI-G, eine Kooperation der Universitätsmedizin Göttingen (UMG) und der Max-Planck-Gesellschaft, widmet sich der experimentellen Forschung zu den Funktionen und Krankheiten des Nervensystems. Ziel ist es, die molekularen Mechanismen des Gehirns im Normal- und Krankheitszustand zu verstehen. Langfristiges Ziel ist es, die Behandlung von neurologischen und neurodegenerativen Krankheiten wie Schizophrenie, Parkinson oder Alzheimer zu fördern. Die im BIN forschenden Wissenschaftlerinnen und Wissenschaftler befassen sich mit der funktionellen Bildgebung der den neurodegenerativen Krankheiten zugrundeliegenden Ursachen und der Neuentwicklung innovativer und zukunftsweisender Bildgebungstechniken. Ihr Ziel ist es, die ursächlichen und regulierenden Vorgänge bezüglich neurodegenerativer Erkrankungen aufzuklären.
Das Deutsche Zentrum für Kinder- und Jugendgesundheit (DZKJ) ist seit 1. Juni 2024 neuer Partner der Deutschen Zentren der Gesundheitsforschung (DZG). Die DZKJ-Geschäftsstelle wurde an der Universitätsmedizin Göttingen (UMG) eingerichtet. Das bundesweit organisierte und vernetzte Forschungszentrum wird während der zweijährigen Aufbauphase mit 30 Millionen Euro vom Bundesministerium für Bildung und Forschung gefördert. Ziel des Partnerstandorts Göttingen ist die Entwicklung einer personalisierten Medizin speziell für Kinder und Jugendliche mit neurologischen und entwicklungsbedingten Erkrankungen.
Ein weiteres interdisziplinäres Forschungsgebäude, das Heart & Brain Center Göttingen (HBCG), wurde im August 2024 offiziell eröffnet. Hier wird zu Herz-Kreislauferkrankungen und dem Nervensystem geforscht. Für den Neubau haben das Land Niedersachsen und der Bund zusammen rund 38 Millionen Euro investiert. An dem Zentrum werden zwei Forschungsschwerpunkte der Universitätsmedizin Göttingen (UMG) verbunden, um das komplexe Zusammenwirken von Herz und Gehirn umfassend zu erforschen. Elf Forschungsgruppen sind in dem Gebäude untergebracht. Forschende der UMG und der Uni Göttingen, des Max-Planck-Instituts für Dynamik und Selbstorganisation sowie des Deutschen Primatenzentrums – Leibniz-Institut für Primatenforschung arbeiten hier fächerübergreifend zusammen. Das Gebäude hat 3450 Quadratmeter Nutzfläche und 26 Labore.

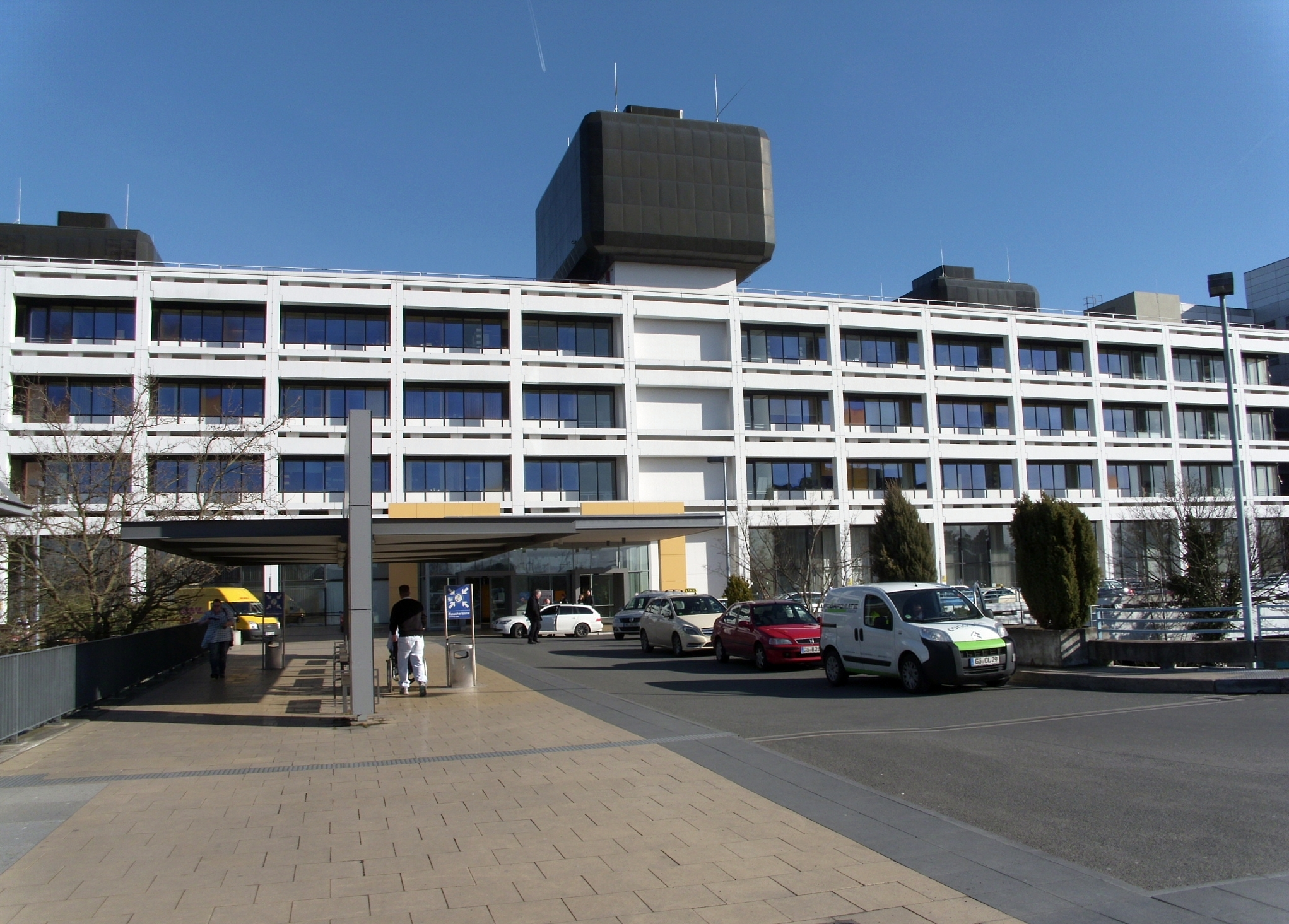
Hauptgebäude der UMG

Die UMG ist Göttinger Standort des Deutschen Zentrums für Neurodegenerative Erkrankungen (DZNE), durch das über den Göttingen Campus hinaus eine nationale Vernetzung zum Thema Neurodegeneration besteht.
Der Schwerpunkt Herz-Kreislauf-Medizin etablierte sich durch ein Internationales Graduiertenkolleg (IRTG 1816) und den SFB 1002, die sich maßgeblich aus dem Herzzentrum Göttingen und der hiesigen Klinik für Kardiologie und Pneumologie entwickelt haben. Darüber hinaus ist die UMG Göttinger Standort des Deutschen Zentrums für Herz-Kreislauf-Forschung (DZHK).
Der Schwerpunkt Onkologie basiert auf Verbundprojekten der Grundlagenforschung (FOR 2008, KFO 5002), drei von der Deutschen Krebshilfe geförderte Max-Eder-Gruppen und der korrespondierenden klinischen Versorgung mit möglichst schnellem Transfer neuer wissenschaftlicher Erkenntnisse in die klinische Praxis. Die klinisch-wissenschaftlichen Aktivitäten der Onkologie in der UMG und ihrer Schwesterhochschule, der Medizinischen Hochschule Hannover (MHH), werden seit 2021 von der Deutschen Krebshilfe als anerkanntes Spitzenzentrum CCC-Niedersachsen gefördert.

Darüber hinaus entsteht in den nächsten Jahren ein weiteres wichtiges Forschungsgebäude: Das Else Kröner Fresenius Zentrum für Optogenetische Therapien. Es wird mit mehr als 37 Mio. Euro von der Else Kröner-Fresenius-Stiftung gefördert. Ebenso unterstützt das Land Niedersachsen den Aufbau des Zentrums und stellt gemeinsam mit der UMG insgesamt zusätzlich bis zu rund 23 Mio. Euro in Aussicht. Darüber hinaus wird der Forschungsneubau mit Kosten in Höhe von knapp 33 Mio. Euro vom Land Niedersachsen in die Bauplanung aufgenommen. Ziel des Zentrums ist es, innovative Behandlungsansätze für Patientinnen und Patienten zu entwickeln, die an Taubheit, Blindheit, Magenlähmung oder Bewegungsdefiziten leiden. Das Zentrum wird in die UMG integriert.

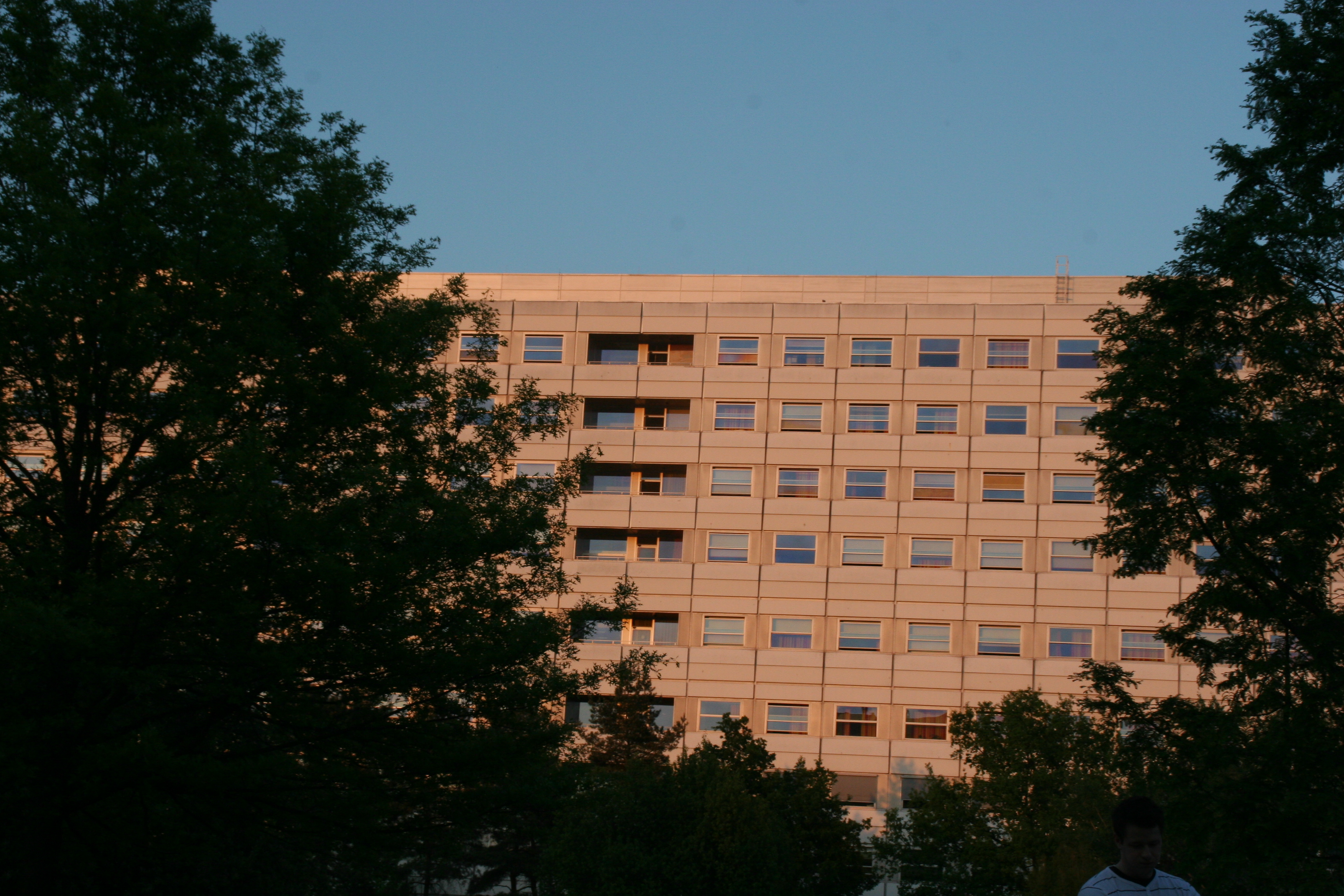
Bettenhaus 1

## Studium und Lehre
Insgesamt sind über 3.600 Studierende immatrikuliert. Etwa zehn Prozent davon stammen aus dem Ausland. Neben den Studiengängen der Humanmedizin und der Zahnmedizin bietet die UMG drei weitere grundständige Studiengänge an: den B.Sc. und M.Sc. Molecular Medicine, den M.Sc. Cardiovascular Science, sowie einen Postgraduierten-Studiengang (PhD).
In Kooperation mit der Georg-August-Universität Göttingen werden vier weitere Studiengänge angeboten: die M.Sc./PhD-Programme Neurosciences und Molecular Biology sowie die Masterstudiengänge Medizinische Informatik und Angewandte Statistik.
Zudem ist die UMG am Aufbau des B.Sc./M.Sc. Psychotherapie beteiligt.
Die UMG kooperiert mit der Hochschule für Angewandte Wissenschaft und Kunst Hildesheim/Holzminden/Göttingen (HAWK) im Rahmen des Gesundheitscampus Göttingen (GCG): Dabei haben Studierende des GCG die Möglichkeit, sich im Rahmen ihrer Bachelorarbeiten an gemeinsamen Forschungsprojekten der UMG und den Fakultäten der HAWK zu beteiligen.
Diese gemeinsame akademische Ausbildungseinrichtung bietet fünf Bachelor-Studiengänge an: Pflege dual, Studium und Lehre Humanmedizin und Zahnmedizin, Therapiewissenschaften dual, Mediziningenieurwesen, Soziale Arbeit im Gesundheitswesen und Hebammenwissenschaften an.
Außerdem kooperiert die Private Hochschule Göttingen (PFH) im Rahmen ihrer Orthobionik Studiengänge mit der UMG.
In der UMG-eigenen Bildungsakademie werden acht verschiedene Ausbildungen in Gesundheitsfachberufen angeboten. Zum Teil sind die Ausbildungen in einen Studiengang integriert (Pflege und Physiotherapie/Logopädie, Hebammenwissenschaften). Die Praxisanteile dieser Ausbildungen finden zu einem überwiegenden Anteil in den verschiedenen Bereichen des Universitätsklinikums statt; außerdem bestehen Kooperationen mit weiteren Gesundheitseinrichtungen in Göttingen und Umgebung.

## Geschichte
- 1390: Gründung des Hospitals St. Crucis am Geismartor
- 1732: Gründung der Universität mit einer philosophischen, einer theologischen, einer juristischen und einer medizinischen Fakultät.
- 1751: Einrichtung einer universitären Entbindungsanstalt in einem Fachwerk-Nebengebäude des Hospitals St. Crucis als Accouchieranstalt und eine der ersten akademischen Entbindungsanstalten in Deutschland; die Anstalt war – im Rückblick gesehen – Keimzelle der Göttinger Universitätsmedizin. Das heutige Accouchierhaus (Kurze-Geismar-Straße 1, Ecke Hospitalstraße) ist ein 1791 fertiggestellter barocker Ersatzneubau an der Stelle des St. Crucis-Hospitals. Die Klinik zog 1896 aus.
- 1781: Gründung des „Wundärztlichen Hospitals“ durch August Gottlieb Richter als erstes universitätseigenes Hospital.
- 1793: Umwandlung zum „Akademischen Hospital“. Damit nahm das Hospital seine Rolle als erstes Lehrkrankenhaus für die medizinische Ausbildung wahr.
- 1809: Errichtung eines neuen Gebäudekomplexes unter Karl Himly[14] in der Geiststraße für das „Institut für Chirurgie und Augenheilkunde“.
- 1851: Einweihung des „Ernst-August-Hospitals“ in der Geiststraße.[15] Dort gelang es erstmals in der Geschichte Göttingens, alle damaligen medizinischen Fächer (Klinik für Innere Krankheiten, Chirurgische Klinik, Klinik für Sinneskranke, Klinik für Augen- und Ohrenkranke sowie das Pathologische Institut) in einem Gebäudekomplex zu integrieren.
- 1873: Auslagerung der Augenklinik in einen separaten Neubau in der Geiststraße 12 (das Gebäude ist heute noch erhalten).
- 1891: Einzug der Chirurgischen Klinik in den Neubau in der Humboldtallee.
- 1896: Ausbau zu einem Gebäudekomplex, welcher sich über große Bereiche der Goßlerstraße und der Humboldtallee erstreckte. Es folgte daraus die Gründung der Vereinigten Kliniken Göttingens. In den folgenden Jahren zogen die teils neuen medizinischen Disziplinen in die neuen Gebäude ein.
- 1906: Eröffnung der neuen Augenklinik an der Goßlerstraße.
- 1907: Einweihung des neuen Instituts für gerichtliche Medizin und die neue Nervenklinik.
- 1911: Eröffnung der Kinderklinik in der Humboldtallee (heute das Gebäude des Instituts für Ethik und Geschichte der Medizin).

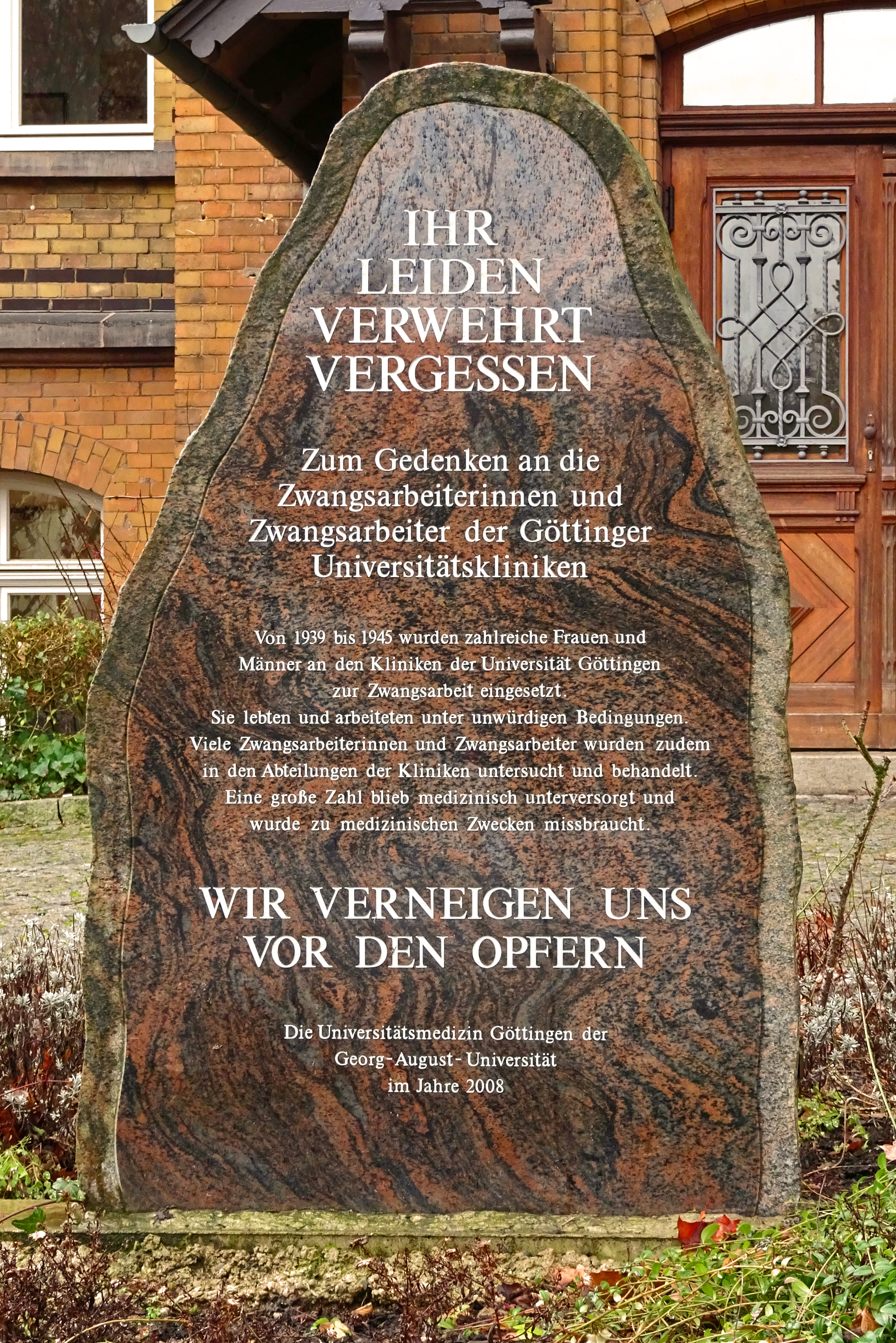
Gedenkstein von 2008 zur Erinnerung an Zwangsarbeiter des Göttinger Universitätsklinikums (2016)

- 1926: Gründung der „Poliklinik für Hals-, Nasen- und Ohrenkrankheiten“.
- 1930: Eröffnung der Hautklinik am Steinsgraben.
- 1956: Umzug der psychiatrischen Klinik in die Von-Siebold-Straße.
- 1959: Umzug der Hautklinik in die Von-Siebold-Straße.
- 1962: Erste universitäre Abteilung für Kinderkardiologie Deutschlands
- 1969: Start des ersten Bauabschnitts des Zentralklinikums an der Robert-Koch-Straße. Der Rohbau war bereits nach zwei Jahren abgeschlossen.
- 1976: Beginn des Einzugs im Zentralklinikum.
- 1980: Die wichtigsten Teilkliniken waren bereits eingezogen, das Göttinger Universitätsklinikum wurde Hubschrauberstandort und die Bauarbeiten am zweiten Bauabschnitt begannen.
- 1986: Einzug von Kinder-, Frauen- und HNO-Klinik als eine der letzten Abteilungen.
- 1991: Einweihung des ersten Kernspintomographen. Fünf weitere folgten.
- 1996: Eröffnung einer Feuerwache am Klinikum.
- 1998: Eröffnung der Kinderkardiologie
- 2024: Eröffnung des Heart & Brain Centers Göttingen (HBCG)

## Kliniken und klinische Abteilungen der UMG
- Klinik für Allgemein-, Viszeral- und Kinderchirurgie
- Klinik für Anästhesiologie
- Klinik für Augenheilkunde
- Klinik für Dermatologie, Venerologie und Allergologie
- Klinik für Gastroenterologie, gastrointestinale Onkologie und Endokrinologie
- Klinik für Geriatrie
- Klinik für Gynäkologie und Geburtshilfe
- Klinik für Hals-Nasen-Ohrenheilkunde (HNO)
- Klinik für Hämatologie und Medizinische Onkologie
- Klinik für Herz-, Thorax- und Gefäßchirurgie
- Klinik für Kardiologie und Pneumologie
- Klinik für Kinder- und Jugendmedizin
- Klinik für Kinder- und Jugendmedizin – Abteilung Neuropädiatrie
- Klinik für Kinder- und Jugendmedizin – Abteilung für Pädiatrische Hämatologie und Onkologie
- Klinik für Kinder- und Jugendpsychiatrie und Psychotherapie
- Klinik für Mund-, Kiefer- und Gesichtschirurgie
- Klinik für Nephrologie und Rheumatologie
- Klinik für Neurochirurgie
- Klinik für Neurologie
- Klinik für Nuklearmedizin
- Klinik für Pädiatrische Kardiologie, Intensivmedizin und Neonatologie
- Klinik für Palliativmedizin
- Klinik für Psychiatrie und Psychotherapie
- Klinik für Psychosomatische Medizin und Psychotherapie
- Klinik für Strahlentherapie und Radioonkologie
- Klinik für Unfallchirurgie, Orthopädie und Plastische Chirurgie
- Klinik für Urologie
- Poliklinik für Kieferorthopädie
- Poliklinik für Präventive Zahnmedizin, Parodontologie und Kariologie
- Poliklinik für Zahnärztliche Prothetik

## Institute und theoretische Abteilungen der UMG
- Abteilung Experimentelle Neurodegeneration
- Abteilung Rechtsmedizin
- Institut für Allgemeinmedizin
- Institut für Anatomie und Zellbiologie
- Institut für Arbeits-, Sozial und Umweltmedizin
- Institut für Diagnostische und Interventionelle Neuroradiologie
- Institut für Ethik und Geschichte der Medizin
- Institut für Genetische Epidemiologie
- Institut für Herz- und Kreislaufphysiologie
- Institut für Humangenetik
- Institut für Hygiene und Infektiologie
- Institut für Kardiale Bildgebung
- Institut für Klinische Chemie
- Institut für Klinische Pharmakologie
- Institut für Klinische und Interventionelle Radiologie
- Institut für Kognitive Neurologie
- Institut für Medizinische Bioinformatik
- Institut für Medizinische Informatik
- Institut für Medizinische Mikrobiologie und Virologie
- Institut für Medizinische Statistik
- Institut für Molekularbiologie
- Institut für Molekulare Onkologie
- Institut für Neuroanatomie
- Institut für Neuroimmunologie und Multiple-Sklerose-Forschung
- Institut für Neuropathologie
- Institut für Neuro- und Sinnesphysiologie
- Institut für Pathologie
- Institut für Pharmakologie und Toxikologie
- Institut für Zellbiochemie
- Institut für Zelluläre und Molekulare Immunologie
- Zentralabteilung Transfusionsmedizin

- Allgemein-, Viszeral- und Kinderchirurgie
- Allgemeinmedizin
- Anästhesiologie
- Anatomie und Embryologie
- Anatomie und Zellbiologie
- Arbeits-, Sozial- und Umweltmedizin
- Auditorische Neurowissenschaften
- Augenheilkunde
- Bioinformatik
- Dermatologie, Venerologie und Allergologie
- Diagnostische und Interventionelle Neuroradiologie
- Diagnostische und Interventionelle Radiologie
- Entwicklungsbiochemie
- Ethik und Geschichte der Medizin
- Experimentelle Neurodegeneration
- Gastroenterologie, gastrointestinale Onkologie und Endokrinologie
- Genetische Epidemiologie
- Gynäkologie und Geburtshilfe
- Hals-Nasen-Ohrenheilkunde
- Hämatologie und Medizinische Onkologie
- Herz- und Kreislaufphysiologie
- Humangenetik
- Humangenetik – Schwerpunktprofessur Molekulare Entwicklungsgenetik
- Kardiologie und Pneumologie
- Kieferorthopädie
- Kinder- und Jugendmedizin
- Kinder- und Jugendmedizin – Neuropädiatrie
- Kinder- und Jugendmedizin – Pädiatrische Hämatologie und Onkologie
- Kinder- und Jugendpsychiatrie und Psychotherapie
- Klinische Chemie
- Klinische Pharmakologie
- Kognitive Neurologie
- Medizinische Informatik
- Medizinische Mikrobiologie
- Medizinische Psychologie und Medizinische Soziologie
- Medizinische Statistik
- Molekularbiologie
- Molekulare Onkologie
- Mund-, Kiefer- und Gesichtschirurgie
- Nephrologie und Rheumatologie
- Neuro- und Sinnesphysiologie
- Neuroanatomie
- Neuroanatomie – Schwerpunktprofessur Zelluläre Neuroanatomie
- Neurochirurgie
- Neuroimmunologie und Multiple-Sklerose-Forschung
- Neurologie
- Neuropathologie
- Nuklearmedizin
- Pädiatrische Kardiologie und Intensivmedizin
- Palliativmedizin
- Pathologie
- Pharmakologie und Toxikologie
- Präventive Zahnmedizin, Parodontologie und Kariologie
- Psychiatrie und Psychotherapie
- Psychiatrie und Psychotherapie – Schwerpunktprofessur Forensische Psychiatrie und Psychotherapie
- Psychosomatische Medizin und Psychotherapie
- Rechtsmedizin
- Strahlentherapie und Radioonkologie
- Thorax-, Herz- und Gefäßchirurgie
- Unfallchirurgie, Orthopädie und Plastische Chirurgie
- Urologie
- Zahnärztliche Prothetik
- Zellbiochemie
- Zellbiochemie – Schwerpunktprofessur Molekulare Zellbiologie
- Zelluläre und Molekulare Immunologie

## Akademische Lehrkrankenhäuser
Akademische Lehrkrankenhäuser überwiegend außerhalb Göttingens sind (Stand 2015):
- Hufeland Klinikum GmbH, Mühlhausen und Bad Langensalza
- Klinikum Bremen-Mitte
- Krankenhaus St. Joseph-Stift Bremen
- DRK Kliniken Wesermünde (Bremerhaven/Langen)
- Klinikum Bremerhaven Reinkenheide gGmbH
- Krankenhaus St. Martini Duderstadt
- Evangelisches Krankenhaus Göttingen-Weende
- Kliniken Herzberg- und Osterode GmbH
- St. Bernward Krankenhaus Hildesheim
- Agaplesion Diakonie Kliniken Kassel
- Rotes Kreuz Krankenhaus Kassel
- Hessenklinik Stadtkrankenhaus Korbach
- Albert-Schweitzer-Krankenhaus Northeim
- St. Vincenz-Krankenhaus Paderborn
- Brüderkrankenhaus St. Josef Paderborn
- Asklepios-Kliniken Schildautal in Seesen
- Klinikum Werra-Meißner
- Klinikum Wilhelmshaven
- Städtisches Klinikum Wolfenbüttel